# Leschères-sur-le-Blaiseron
Leschères-sur-le-Blaiseron is een gemeente in het Franse departement Haute-Marne (regio Grand Est) en telt 98 inwoners (2009). De plaats maakt deel uit van het arrondissement Saint-Dizier.

## Geografie
De oppervlakte van Leschères-sur-le-Blaiseron bedraagt 15,6 km², de bevolkingsdichtheid is dus 6,3 inwoners per km².
De onderstaande kaart toont de ligging van Leschères-sur-le-Blaiseron met de belangrijkste infrastructuur en aangrenzende gemeenten.

## Demografie
Onderstaande figuur toont het verloop van het inwonertal (bron: INSEE-tellingen).

1. ↑  Populations de référence 2022.